# El Kennar Nouchfi
El Kennar Nouchfi là một đô thị thuộc tỉnh Jijel, Algérie. Dân số thời điểm năm 2002 là 13.747 người.